# Saint-Étienne-de-Maurs
Saint-Etienne-de-Maurs – miejscowość i gmina we Francji, w regionie Owernia-Rodan-Alpy, w departamencie Cantal.
Według danych na rok 1990 gminę zamieszkiwały 674 osoby, a gęstość zaludnienia wynosiła 39 osób/km² (wśród 1310 gmin Owernii Saint-Etienne-de-Maurs plasuje się na 322. miejscu pod względem liczby ludności, natomiast pod względem powierzchni na miejscu 547.).